# Ageurta
Ageurta é uma vila histórica localizada no distrito de Ajmeta, na região da Caquécia, na Geórgia. Está localizada na histórica região montanhosa de Tusheti, a 9 km da cidade de Omalo. 
Em 2018, juntamente com outras nove aldeias de Tusheti, foi reconhecida como um monumento cultural de importância nacional.

## Localização
Localizada numa encosta, a aldeia é composta por cerca de vinte torres residenciais, muitas das quais estão em ruínas. Atualmente, existem apenas quatro torres sem perdas significativas. Uma das torres tem seis andares, mas eles estão tão danificados que estão à beira do colapso. Os pisos de outras quatro torres foram feitos de madeira (os restos da estrutura do pedestal ainda estão preservados). 

## Reestruturação
Em 2018, o primeiro-ministro georgiano Giorgi Kvirikashvili revelou planos para trabalhos de reabilitação em torres e castelos de 10 pontos na região do patrimônio cultural de Tusheti, incluindo Ageurta. É planejado começar com o inventário das estruturas e depois continuar com o planejamento da reestruturação. 